# Central Asháninka del Río Ene
La Central Asháninka del Río Ene (CARE) es una organización indígena, creada el año 1994 como reacción al conflicto armado interno que tuvo lugar en Perú entre 1980 y 2000, el cual impactó a la comunidad asháninka en la selva central, particularmente a los residentes de la cuenca del río Ene. En la actualidad, su sede legal se encuentra ubicada en la ciudad de Satipo, en la región Junín. La CARE representa a una población que excede los 9670 individuos, todos ellos pertenecientes a la etnia asháninka. Estos habitantes están dispersos en 18 comunidades y 33 anexos asentados en la cuenca del río Ene, que forman parte de los distritos de Río Tambo, Mazamari y Pangoa, localizados en la provincia de Satipo, dentro del departamento de Junín.
Desde su fundación, la entidad ha enfocado sus esfuerzos en atender las necesidades y metas de los habitantes asháninkas de la cuenca. Esta labor ha conllevado la protección y el fortalecimiento de su derecho esencial a ejercer sus propios derechos. Además, la entidad ha recibido el respaldo y el apoyo de las asociaciones indígenas a las que está vinculada, tanto a nivel regional como nacional, como es el caso de ARPI y AIDESEP. A través de la colaboración conjunta con estas y otras instituciones que se han unido a sus esfuerzos, se ha logrado consolidar y establecer como una organización sólida.